# Julien Palma
Julien Palma (Bou, 1 de enero de 1993) es un deportista francés que compite en ciclismo en la modalidad de pista, especialista en la prueba de velocidad por equipos.
Ganó una medalla de bronce en el Campeonato Mundial de Ciclismo en Pista de 2013, en la prueba de velocidad por equipos.

## Medallero internacional
| Campeonato Mundial | Campeonato Mundial  | Campeonato Mundial | Campeonato Mundial    |
| Año                | Lugar               | Medalla            | Competición           |
| ------------------ | ------------------- | ------------------ | --------------------- |
| 2013               | Minsk (Bielorrusia) | Medalla de bronce  | Velocidad por equipos |